# التليل
التليل هي قرية لبنانية من قرى قضاء عكار في محافظة الشمال. تقع في تجمع للقرى يسمى الدريب الأوسط.
```
 موقع بلدة التليل الإلكتروني  www.tleil.com
```